# Maximilian von Wächter
Maximilian Wächter, später Ritter von Wächter, (* 14. Dezember 1811 in Neustadt an der Aisch; † 27. August 1884 in Nürnberg) war von 1854 bis 1867 Erster Bürgermeister der Stadt Nürnberg.

## Leben
Wächter studierte von 1829 bis 1833 Rechtswissenschaften in München und Würzburg. Nach Stationen als Verwaltungsbeamter bei den Regierungen von Ober- und Mittelfranken kam er 1852 nach Nürnberg, um beim Magistrat der Stadt eine Visitation durchzuführen.
Im Januar 1854 wählte ihn das Kollegium der Gemeindebevollmächtigten, der damalige Vorläufer des Stadtrates, zum Nachfolger von Jakob Friedrich Binder als Ersten Bürgermeister der Stadt. Während seiner Amtszeit erwarb die Stadt den Judenbühl (heute Stadtpark Nürnberg) sowie die Gebiete Gleißbühl und Flaschenhof, mit der Marienvorstadt wurde südöstlich des Stadtkerns die erste planmäßige Stadterweiterung realisiert. Kanalisation, Straßennetz und Wasserversorgung wurden unter Wächter aus- bzw. aufgebaut.
Als im Zuge des Deutschen Krieges 1866 preußische Truppen auf Nürnberg vorrückten, drängte Wächter auf die Entfestigung der Stadt. Der bayerische König Ludwig II. hob daraufhin die Waffenplatzeigenschaft von Nürnberg auf, sodass die Stadt am 31. Juli 1866 ohne Kampfhandlungen und Zerstörung besetzt wurde. In der Folge setzte sich Wächter für einen reibungslosen Ablauf der Besatzung und der Einquartierung der preußischen Truppen ein.
Nach seinem Rücktritt als Bürgermeister ging er nach Augsburg und war dort 1867 bis 1874 Regierungsdirektor von Schwaben und Neuburg. Er verstarb am 27. August 1884 in Nürnberg und wurde auf dem Johannisfriedhof beerdigt.

## Auszeichnungen
Für seine Verdienste in Nürnberg erhielt er das Komturkreuz des Verdienstordens der Bayerischen Krone. Nach ihm ist die Waechterstraße im Nürnberger Stadtteil Gärten bei Wöhrd benannt. 1855 wurde ihm vom König von Württemberg das Ritterkreuz des Ordens der württembergischen Krone verliehen, welcher mit dem persönlichen Adelstitel verbunden war.